# Bulbophyllum macraei
Bulbophyllum macraei es una especie de orquídea epifita originaria de Asia.    

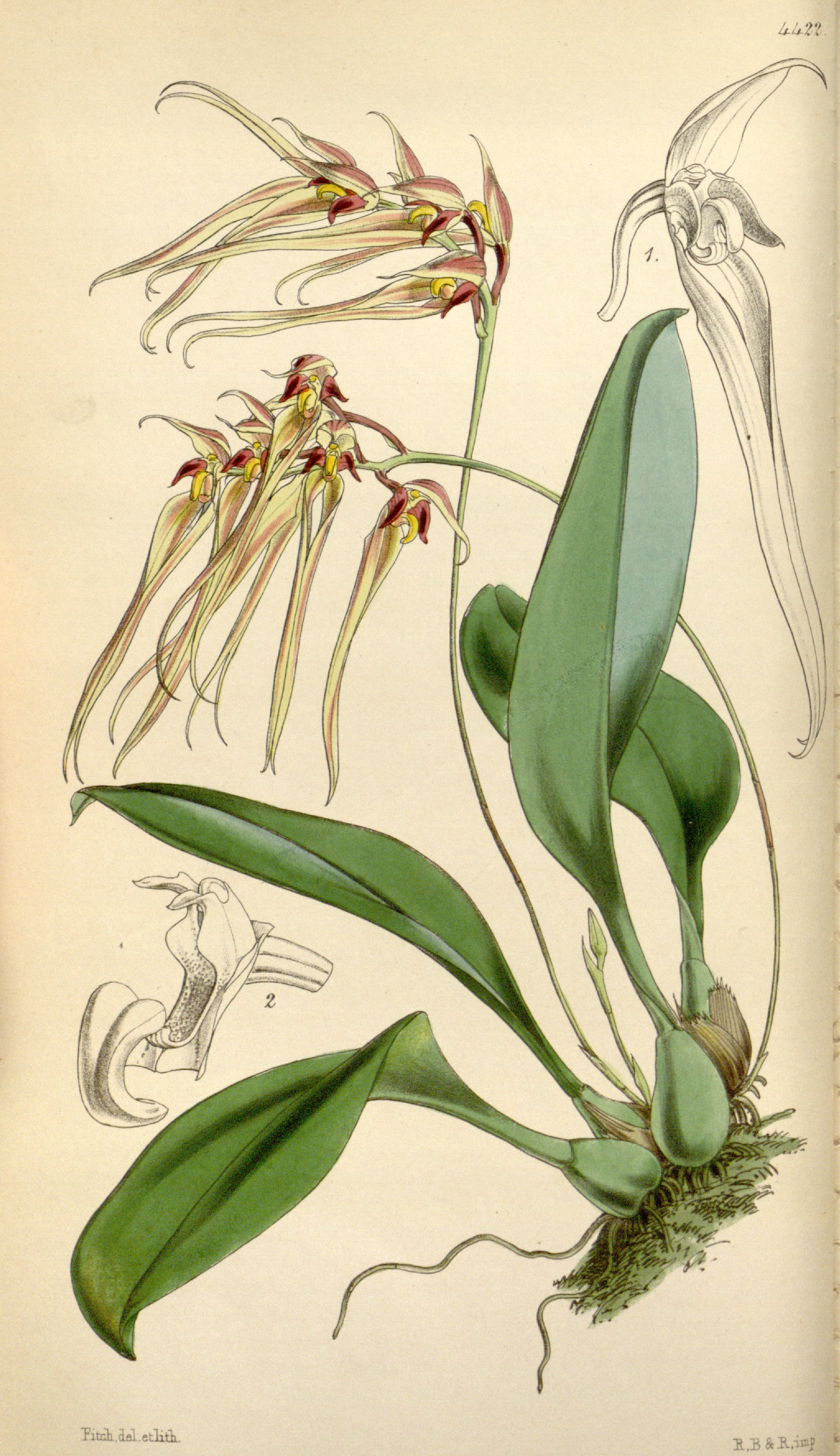
Ilustración

## Descripción
Es una  orquídea de tamaño grande a gigante, de crecimiento cálido con hábitos crecientes de litofita o epífita ocasional con pseudobulbos estrechamente agrupados y una hoja individual, apical  que florece en el verano en una inflorescencia delgada, apenas más larga que la hoja, de 2 a 3 flores. Esta especie requiere de  temperaturas calientes a frías, alta humedad, buena circulación de aire, luz sombra y mucha agua a lo largo del año

## Distribución y hábitat
Se encuentra en   Ceilán, Japón, Taiwán, Vietnam y la India en las elevaciones de 300 a 1500 metros en las rocas de piedra caliza cubiertas de musgo o epífita ocasional en los árboles en las bases de los troncos.   

## Taxonomía
Bulbophyllum macraei fue descrita por (Lindl.) Rchb.f.    y publicado en Annales Botanices Systematicae 6: 263. 1861.
Etimología
Bulbophyllum: nombre genérico que se refiere a la forma de las hojas que es bulbosa.
macraei: epíteto otorgado en honor de Macrae, un recolector de plantas, inglés en Brasil a comienzo de los años 1800.
Sinonimia
- Bulbophyllum autumnale (Fukuy.) S.S.Ying
- Bulbophyllum macraei var. autumnale (Fukuy.) S.S.Ying
- Bulbophyllum makinoanum (Schltr.) Masam.
- Bulbophyllum tanegasimense Masam.
- Bulbophyllum uraiense Hayata
- Cirrhopetalum autumnale Fukuy.
- Cirrhopetalum macraei Lindl.	basónimo
- Cirrhopetalum makinoanum Schltr.
- Cirrhopetalum uraiense Hayata
- Cirrhopetalum walkerianum Wight
- Phyllorkis macraei (Lindl.) Kuntze[3][4]